# Wahid Ahmadi

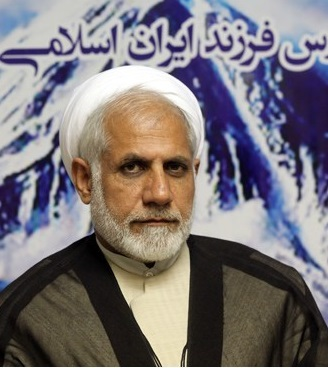
Wahid Ahmadi

Wahid Ahmadi (persisch وحید احمدی; * 1953 in Kermānschāh) ist ein iranischer Diplomat und Politiker.

## Leben
Wahid besuchte eine Madrasa in Ghom. Er ist Master der Fiqh der Islamischen Azad-Universität in Maschhad Khoda Karam. Zudem ist er Mitglied der Iranischen Revolutionsgarde.
Vom 31. Januar 2007 bis 11. März 2009 war er Botschafter des Irans in Rabat, Marokko.
Für die Wahlkreise Sahneh und Harsin im Landkreis Kangavar war er von 1988 bis 1992 Abgeordneter der dritten iranischen Schura und von 2012 bis 2016 der neunten Schura. In der neunten Schura war er Mitglied des außenpolitischen Komitees, des Verteidigungsausschusses und des Außenpolitischen Ausschusses.

## Positionen zum Westsaharakonflikt
Der iranische Diplomat sprach am 2. April 2007 in Rabat bei einem Treffen mit der marokkanischen Presse und sagt aus, dass sein Land "jede Initiative zur Lösung dieses Konflikts" begrüße. Hauptstreitpunkt zwischen Marokko und den Vertretern der Westsahara ist hierbei die Frage um die Autonomie und die Unabhängigkeit  der Westsahara. 
Wahid wird von der marokkanischen Regierung wie folgt zitiert: Der Vorschlag der marokkanischen Autonomie sei "konstruktiv" und "wahrscheinlich eine Lösung für den Sahara-Konflikt". Er betont, dass sich die Position des Irans bezüglich des Konflikts nicht geändert habe. Seine Beziehungen zu Frente Polisario, einer politischen Organisation die für die staatliche Unabhängigkeit der Region Westsahara einsteht, habe er vor 17 Jahren "eingefroren".
Zu der Frage, ob Iraner an den von Frente Polisario in der Pufferzone von Tifariti organisierten Pseudo-Feierlichkeiten teilgenommen haben, antwortete Wahid Ahmadi, dass "diese Informationen aus den algerischen Medien stammen".